# Bordentown
Bordentown es una ciudad ubicada en el condado de Burlington en el estado estadounidense de Nueva Jersey. En el año 2010 tenía una población de 3.924 habitantes y una densidad poblacional de 1.569,6 personas por km².

## Geografía
Bordentown se encuentra ubicado en las coordenadas 40°08′55″N 74°42′33″O / 40.14861, -74.70917.

## Demografía
Según la Oficina del Censo en 2000 los ingresos medios por hogar en la localidad eran de $47,279 y los ingresos medios por familia eran $59,872. Los hombres tenían unos ingresos medios de $39,909 frente a los $31,780 para las mujeres. La renta per cápita para la localidad era de $25,882. Alrededor del 6.8% de la población estaba por debajo del umbral de pobreza.